# Shahdara Bagh
Lo Shahdara Bagh (in urdu شاہدره باغ‎?; che significa "Giardino della via del Re") è un recinto storico situato sul fiume Ravi nella città murata di Lahore, in Pakistan. Shahdara Bagh è un sito monumentale risalente a diverse epoche moghul, e contiene molti monumenti tra cui la tomba di Jahangir, l'Akbari Sarai, la tomba di Asif Khan, il baradari di Kamran Mirza e la tomba di Nur Jahan.

## Storia

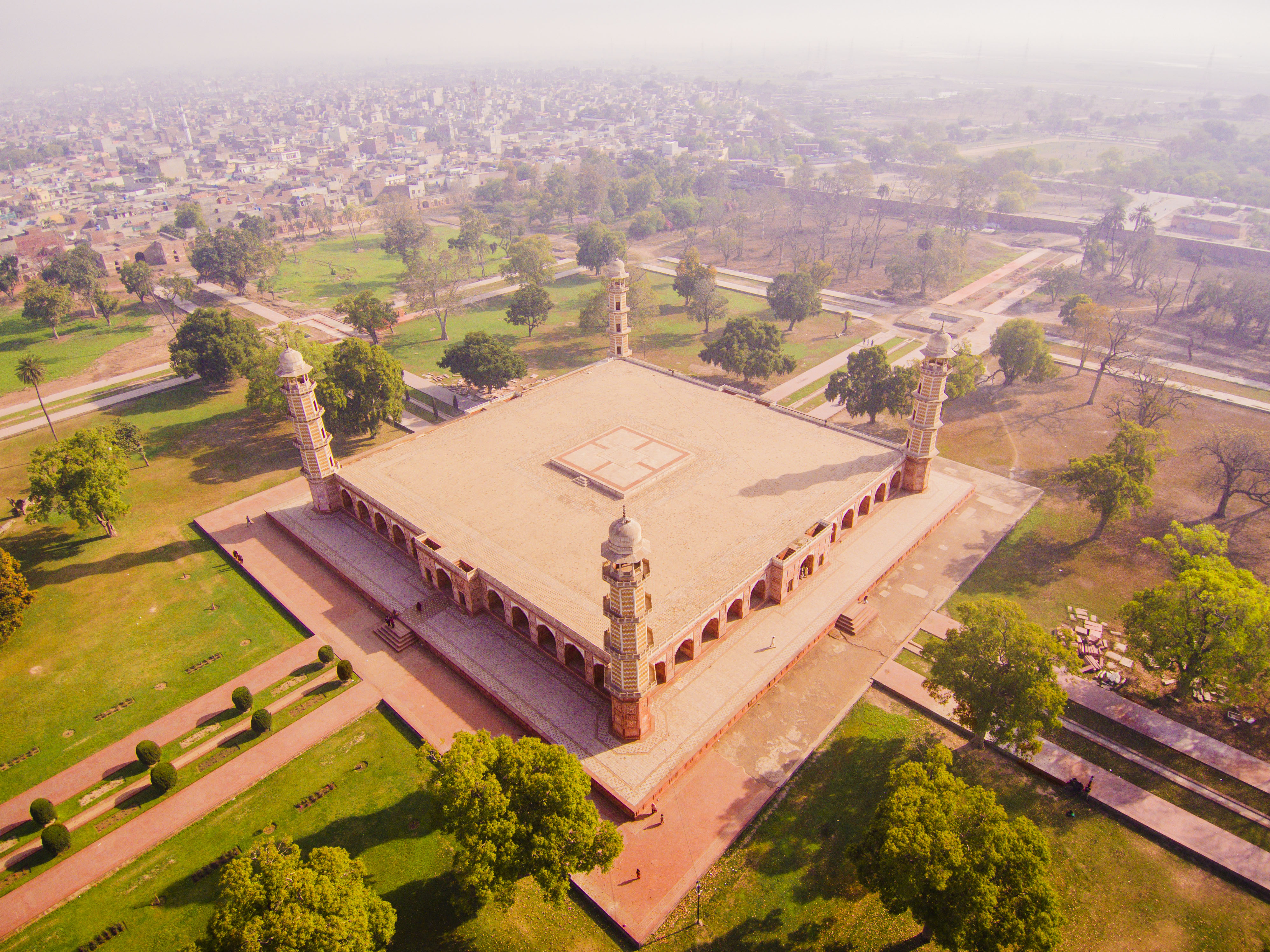
La tomba di Jehangir costruita nel 1673.

Shahdra può essere tradotto come la porta dei re ed è anche conosciuto come "la via dei re". Shah significa "re" e dra "via". Nel XV secolo, Shahdra era la porta d'ingresso alla città di Lahore sotto l'impero moghul e oggi ospita numerosi siti storici dell'architettura moghul. Questi includono Akbari Sarai, la tomba di Jahangir (che fu imperatore dal 1605 al 1627), la tomba della sua consorte Nur Jahan, nonché la tomba di suo cognato Asaf Khan. Shahdara Bagh è anche sede del Baradari di Kamran (Kamran Ki Baradari). Sebbene questo sito fosse originariamente costruito sulla riva del fiume Ravi, venne poi deviato, andando a coprire il sito vicino al Ponte Ravi. Il piccolo giardino adiacente ospita la tomba della principessa moghul Dohita Un Nissa Begum (1651-1697).

## Galleria d'immagini

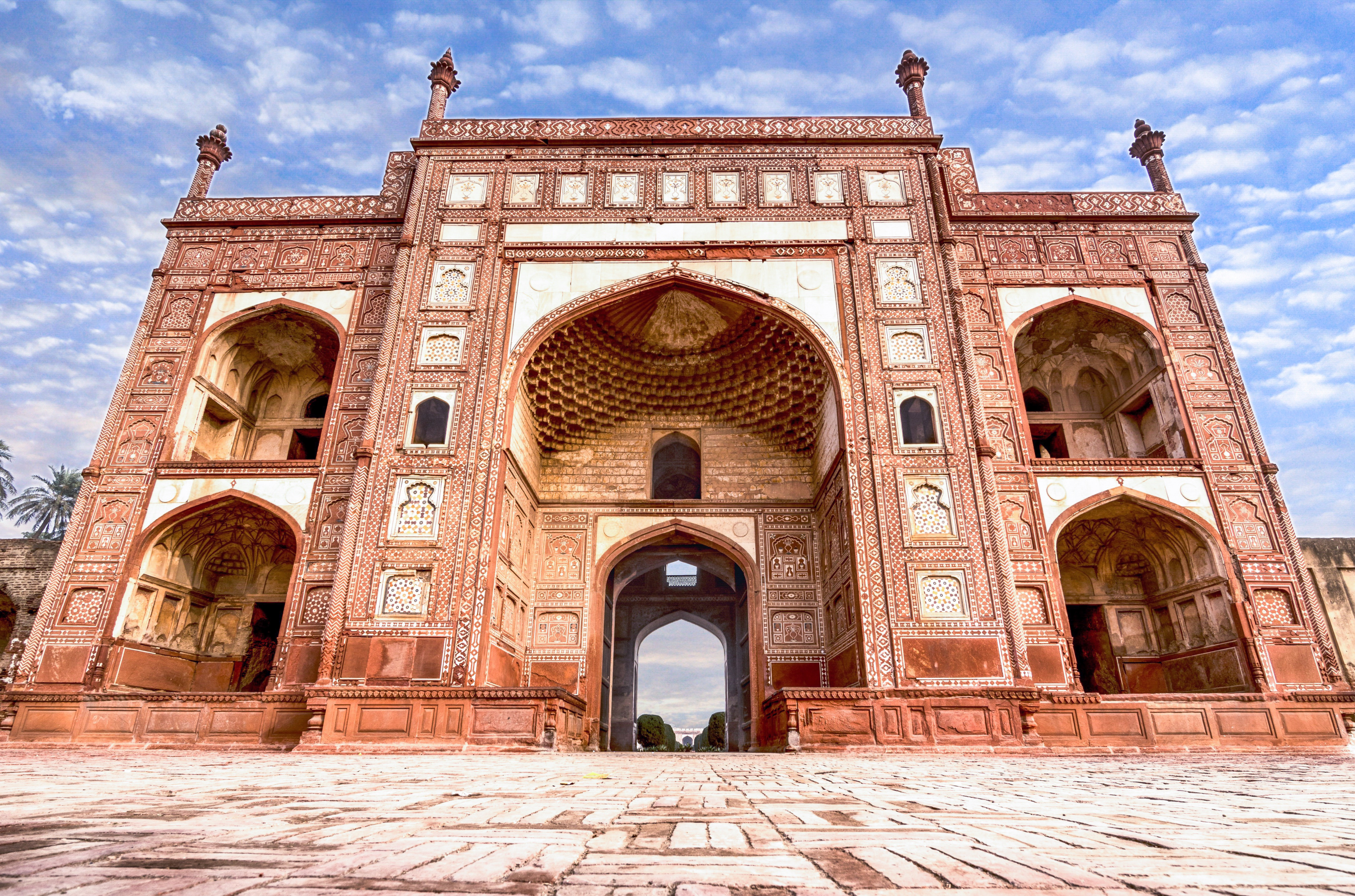
Akbari Sarai
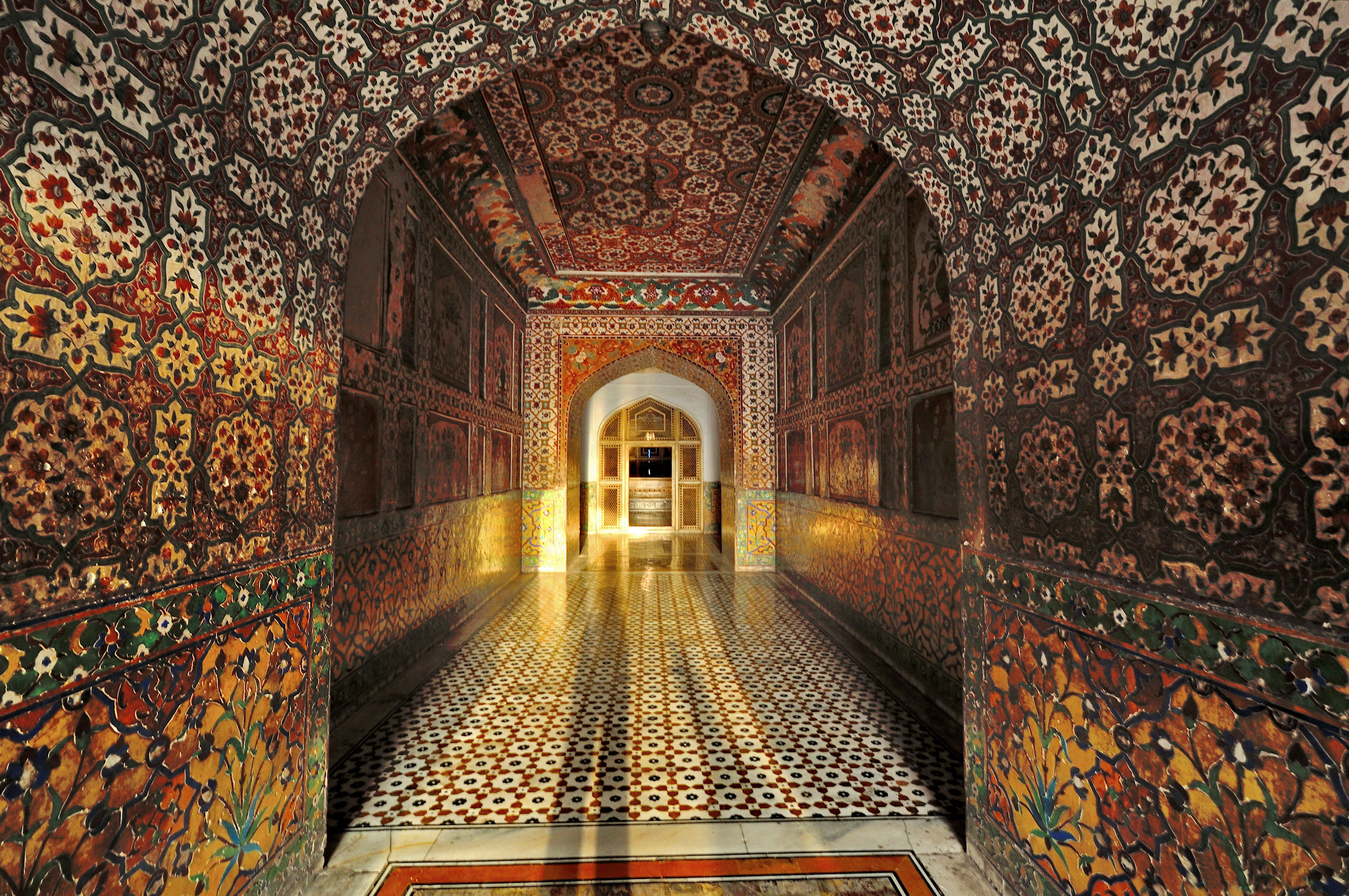
Interno della Tomba di Jahangir
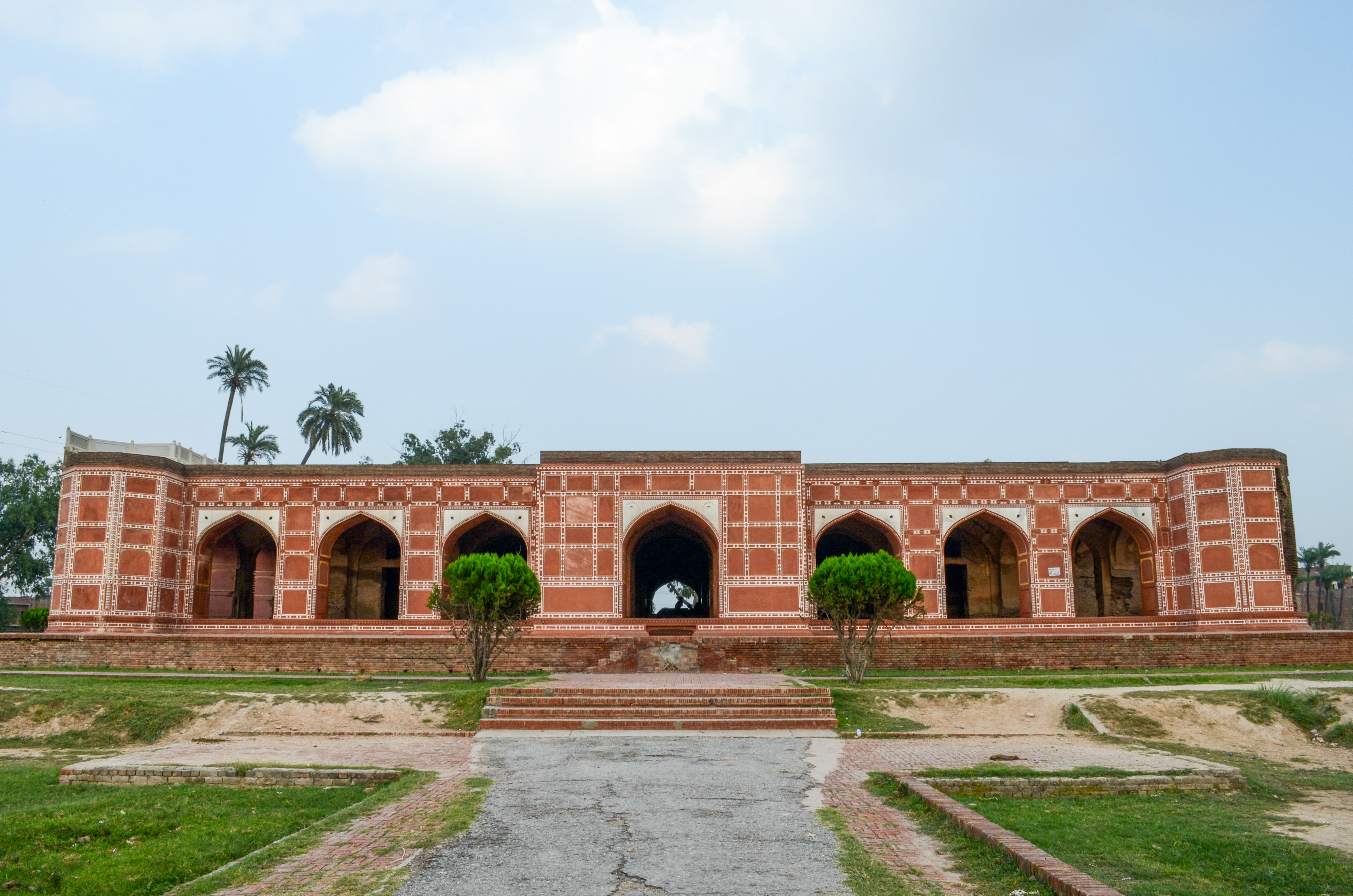
Tomba di Nur Jahan
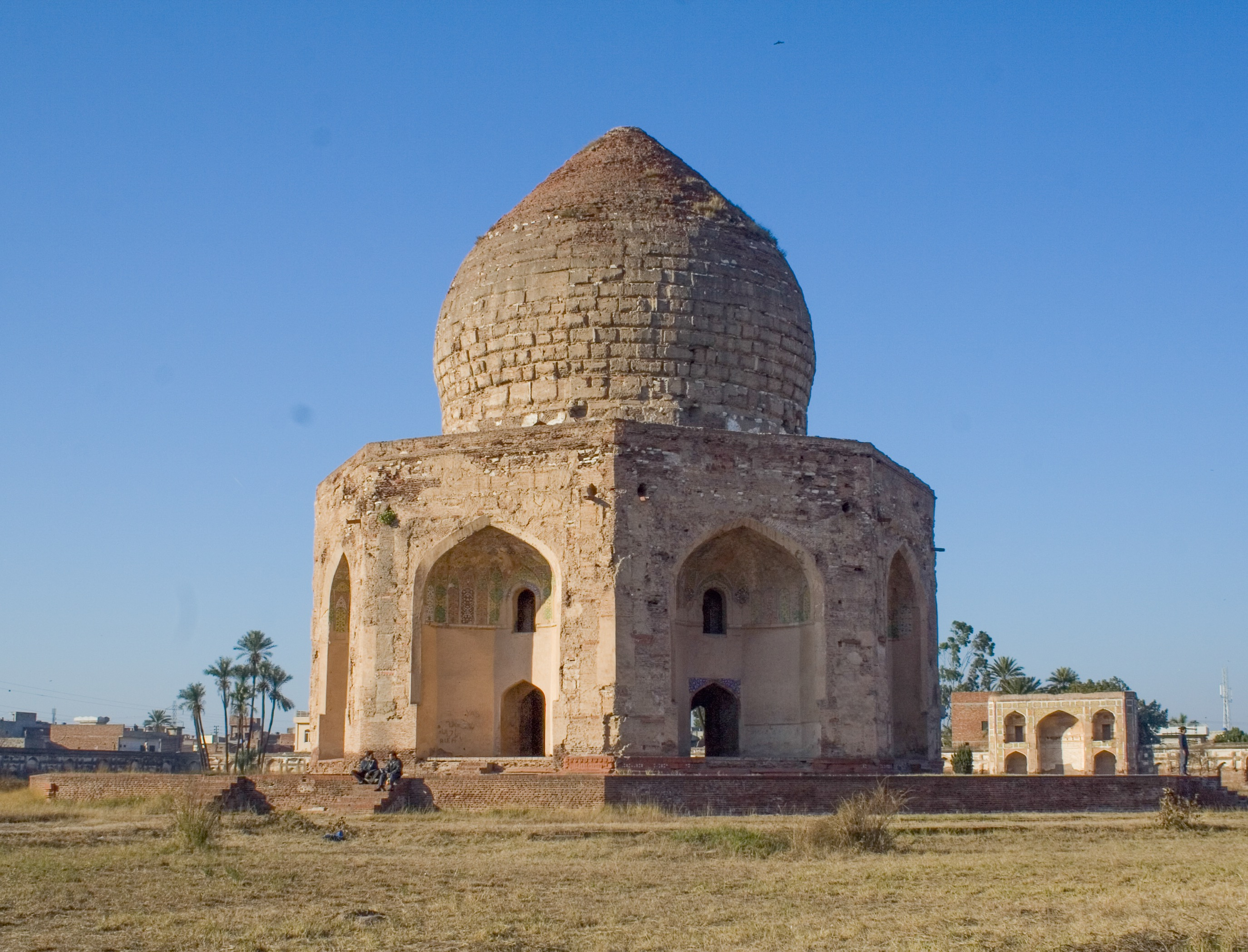
Tomba di Asaf Khan